# Egnasia nagadeboides
Egnasia nagadeboides là một loài bướm đêm trong họ Noctuidae.